# Vučji zub
Der Vučji zub (serbisch: Wolfszahn) ist ein 1802 m hoher steiler Karstberg in den subadriatischen Dinariden im Orjengebirge in Montenegro.
Der Karling ist geomorphologisch als Horn gebildet. Mit den Spuren sehr intensiver Vereisung gehört das Glaziokarst Relief des Vučji zub zu den . Mit 1802 m ist er ein Hauptgipfel des Orjen, der eindrucksvolle Ausblicke auf die umliegenden Gipfel des Zubački kabao und Velika Jastrebica ermöglicht. Jahrhundertelang ein Grenzgipfel („Triplex confinium“) zwischen den Besitzungen Venedigs, respektive der k.k. Monarchie sowie Osmanischen Reichs und Montenegros findet er sich seit dem 17. Jahrhundert in frühen kartografischen Werken. In der zweiten Hälfte des 19. Jahrhunderts fanden am Gipfel des Vučji zub während der Schlussphase im Aufstand in der Krivošije 1882 heftig geführte Gefechte zwischen Truppen der k. u. k. Monarchie und den montenegrinischen Aufständischen statt. Bis zum Ersten Weltkrieg unterhielt die k.k. Monarchie daraufhin am Vučji zub einen ständigen Posten.

## Lage und Relief
Im Vučji zub verknoten sich drei wichtige Kämme im Orjen: von Westen kommt der Jastrebica Kamm, von Osten der Pazua oder Reovačka greda Kamm und nach Norden verbindet der Prasa Kamm zum höchsten Orjen-Gipfel dem Zubački kabao. In dieser Position war der Vučji zub lange Zeit ein Grenzpunkt von drei geografischen Regionen: Dalmatien, Herzegowina und Montenegro. Politisch bildete er ein bekanntes Dreiländereck und war in historischen Karten seit dem 18. und 19. Jahrhundert als einer von nur 4 – 5 eingezeichneten Gipfel des Orjen immer eingezeichnet. Dabei ist der Vučji zub weder von der Bucht von Kotor als auch von der Nordseite im alten Montenegro gut sichtbar. Er wird von der Jastrebica, dem Zubački kabao sowie der Reovačka greda verdeckt. Seine auffallende Gestalt ist nur über das Reovačka greda Tal, dem Dobri do Tal oder unmittelbar über die Katuništa sichtbar.
Der Gipfel war nach Phil Hughes ein Nunatak zur Zeit der stärksten Vereisung des Gebirges im mittleren Pleistozän – MIS 12. Über dem Vučji zub ist mit 350 m auch die größte Eismächtigkeit während dieser Vereisung rekonstruiert worden. Er ist dadurch als markanter Karling in Form eines Hornes ausgebildet. Mit seiner geomorphologischen Ausstattung und Eisüberformung ist der Gipfel ein gutes Beispiel für Landschaftsformen im Glaziokarst. Neben Schichttreppen, glazialen Mulden, die an ihren tiefsten Punkten oft in Jamen münden, sind zudem auch tiefe Rinnenkarren markant ausgebildet.

## Geologie

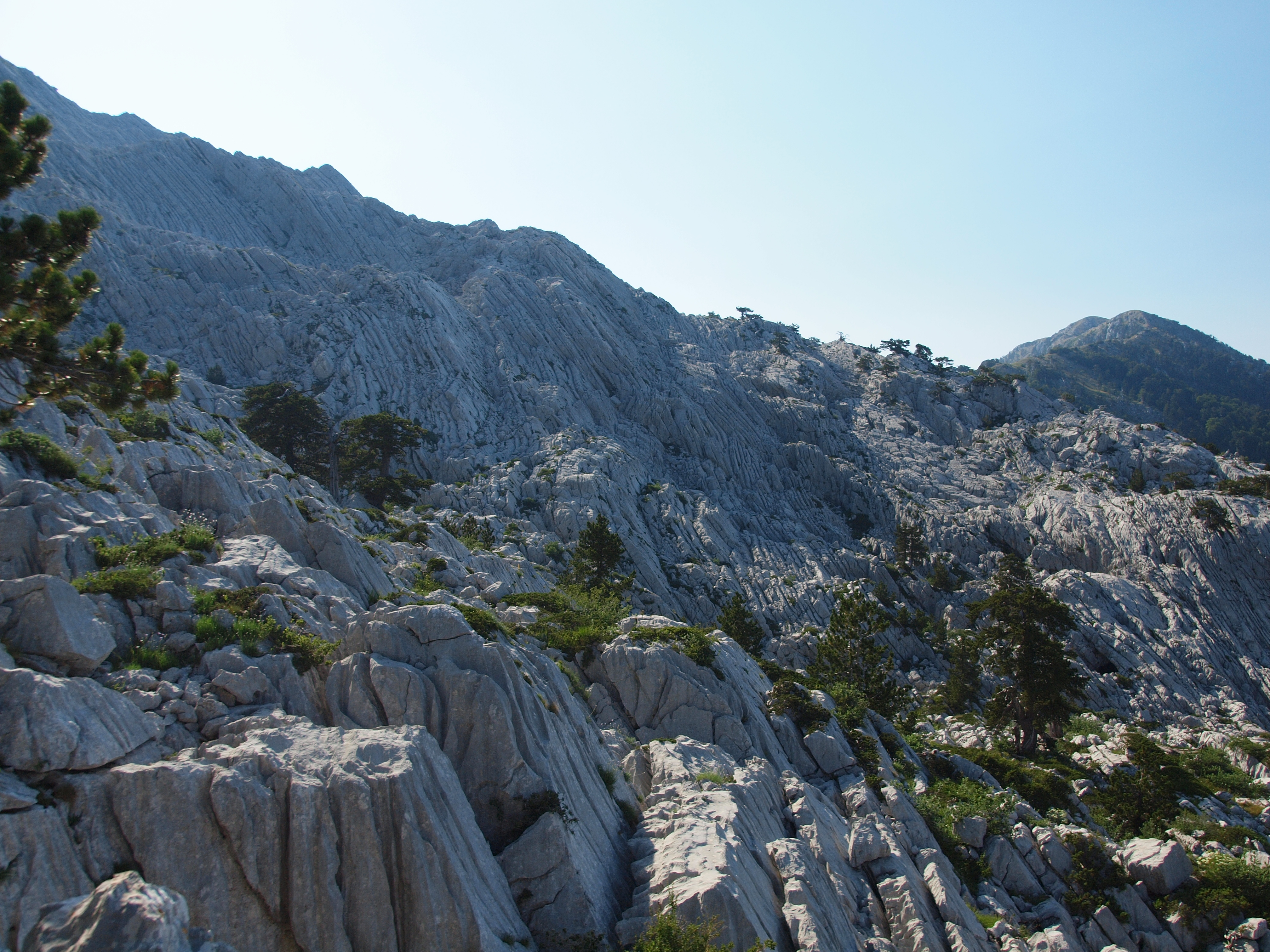
Schichttreppen der Nordseite des Vučji zub

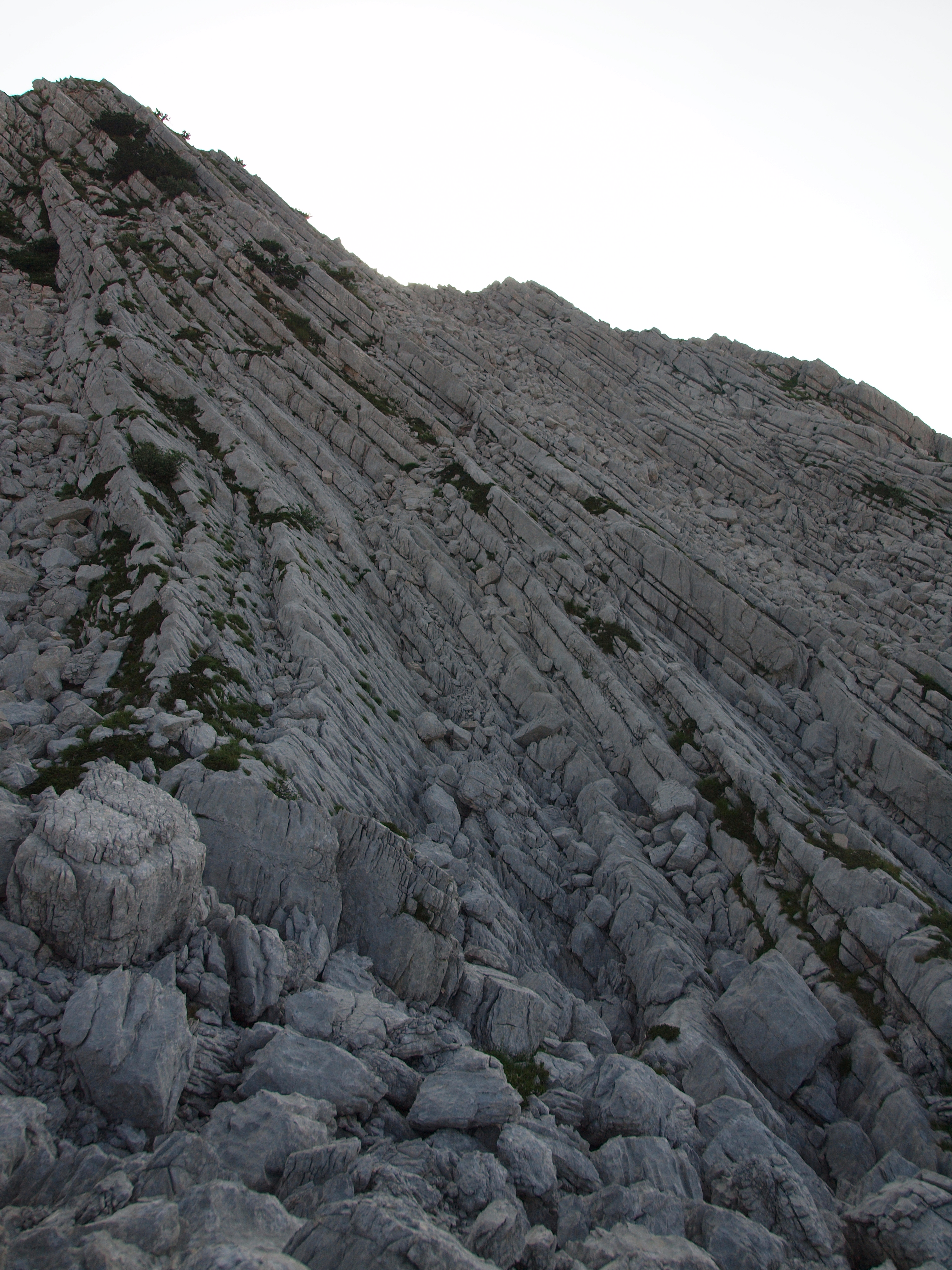
Stark gefaltete kreidezeitlichen Kalksteinschichten bilden den Gipfel

Im einförmigen geologischen Aufbau des Vučji zub dominieren massive kreidezeitliche Kalksteine. Sie fallen in einem Winkel von etwa 45 Grad nach Norden ein. Wie das ganze Gebirgsmassiv gehören sie zur geologischen Decke des Hochkarstes. Die Nordseite wird durch Schichttreppen geprägt. Diese Gestaltung kann als ein Paradebeispiel des Glazikarstes gelten, vergleichbar etwa mit dem Gottesackerplateau am Hohen Ifen in den Allgäuer Alpen. Die Schichttreppen sind am Vučji zub jedoch noch markanter gestaltet, Rillen- und Megakarren überziehen den gesamten nördlichen Bereich vom Vorfeld bis zum Gipfel. Zwischen den einzelnen Schichtpaketen sind vielfältig Jamen gebildet.
Die bekannteste ist die von Đuro Pany 1930 beschriebene Eishöhle (eigentlich ein Karstschlot) des Vučji zub. Hier fand Pany Ende September 1929 vor deren Eingang noch große Schneereste. Die 20 m weite und 10 m hohe Öffnung der Eishöhle besaß in ihrem Inneren eine 8 m hohe Eispyramide. Ausdehnung des Schlots sowie die weiteren Eigenschaften hatte Pany damals nicht mehr weiter untersuchen können.
Da das Massiv selbst schon im mittleren Pleistozän massiv vereist war, sind quartäre Sedimente im Vorfeld des Gipfels abgelagert. Jüngere Quartärsedimente haben sich in den kleineren obersten Karen auf der NW-, NO- und SW-Seite abgelagert. Die größeren Kare des Gipfels liegen im Trogtal des Dobri do sowie auf der Bijela-gora-Seite.

## Vegetation

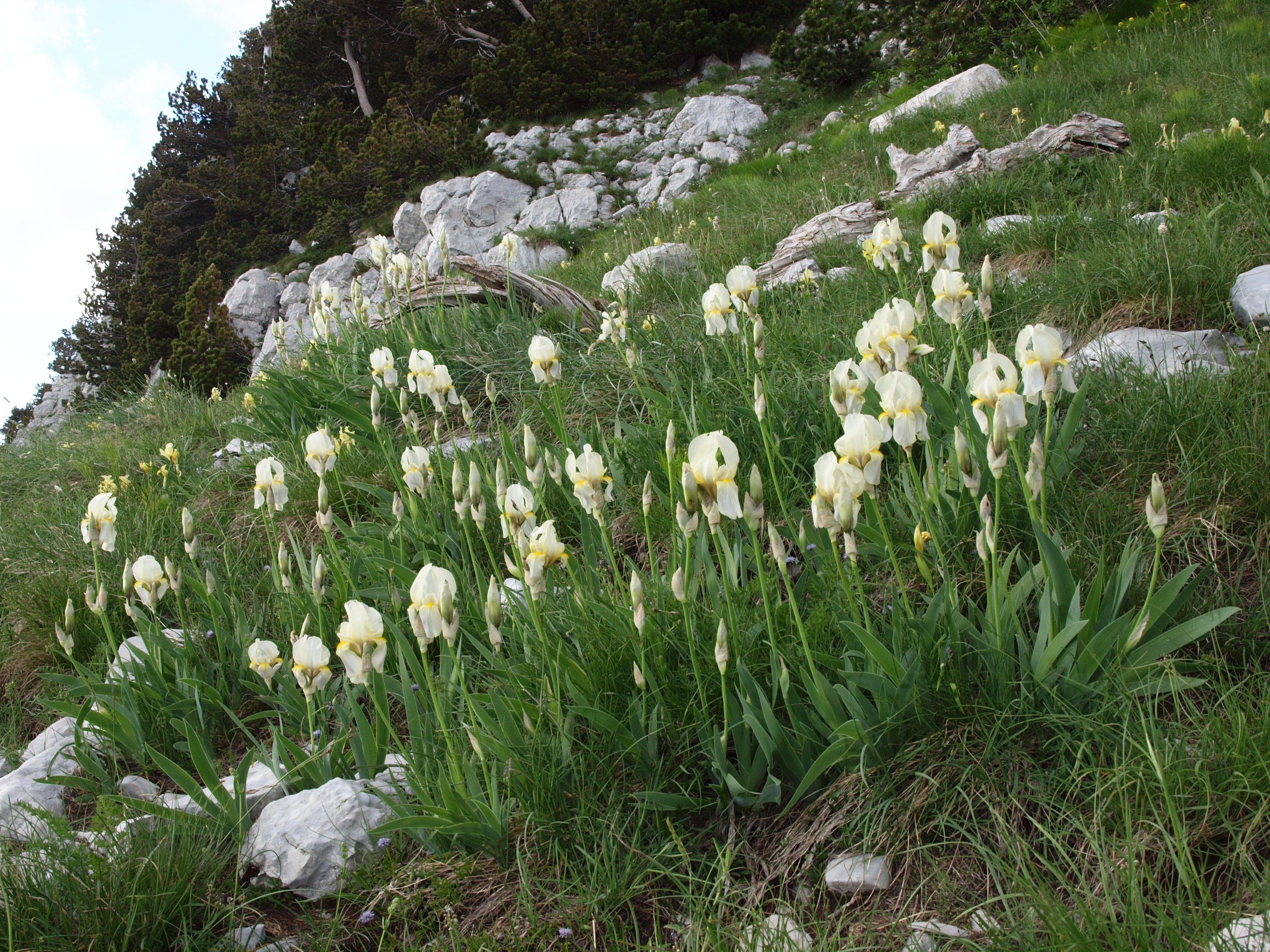
Bestand der Orjen-Schwertlilie in subalpinen Kalkmagerrasen am Vučji zub

Der Gipfel erhebt sich 300 m über die Waldgrenze. Die Baumgrenze bis knapp unterhalb des Gipfels bildet die Schlangenhaut-Kiefer. Der Gipfel ist mit dinarischen Hochgebirgsrasen aus der Klasse der Elyno-Seslerietea Alpinrasen bedeckt. Diese gehören hier zum Verband Oxytropidion dinaricae, in denen Sesleria juncifolia und Carex kitaibeliana vorherrschen. Insbesondere fallen die beiden endemischen Büschelglocken Edraianthus serpyllifolius sowie Edraianthus graminifolius auf. Daneben Thymus striatus, Dianthus sylvestris ssp. tergestinus, Potentilla speciosa, Gentiana utriculosa, Scabiosa silenifolia, die Neumayer-Krugfrucht (Amphoricarpos neumayerianus) und als Charakterart südostdinarischer alpiner Kalkmagerrasen der Dinarische Spitzkiel (Oxytropis dinarica). Etwas unterhalb des Gipfels liegt einer der drei bekannten Standorte der endemischen Orjen-Schwertlilie. Diese wurde durch Christian Bräuchler und Pavle Cikovac erst 2007 neu beschrieben.
Die Orjen-Schwertlilie ist aufgrund ihrer Beschränkung auf wenige Fundstellen im Orjen eine geschützte Pflanze. Sie wächst hier in geschützteren Mulden oder am Fuß von Wänden, in denen dadurch auch die windempfindlichere Sesleria robusta gut gedeiht. In der pflanzensoziologischen Einordnung werden die Schwertlilien-Bestände zum Seslerion robustae gestellt. Neben der lokal endemischen Orjen-Schwertlilie kommt am selben Standorten nur in etwas stärker exponierten Lagen auch die Bosnische Schwertlilie (Iris reichenbachii) häufig vor.
An den Felswänden sind Amelanchier ovalis, die Neumayer-Krugfrucht, Quendelblättrige Bergminze sowie an beschatteten Stellen unter anderen der Kleine Strahlensame anzutreffen.

## Geschichte

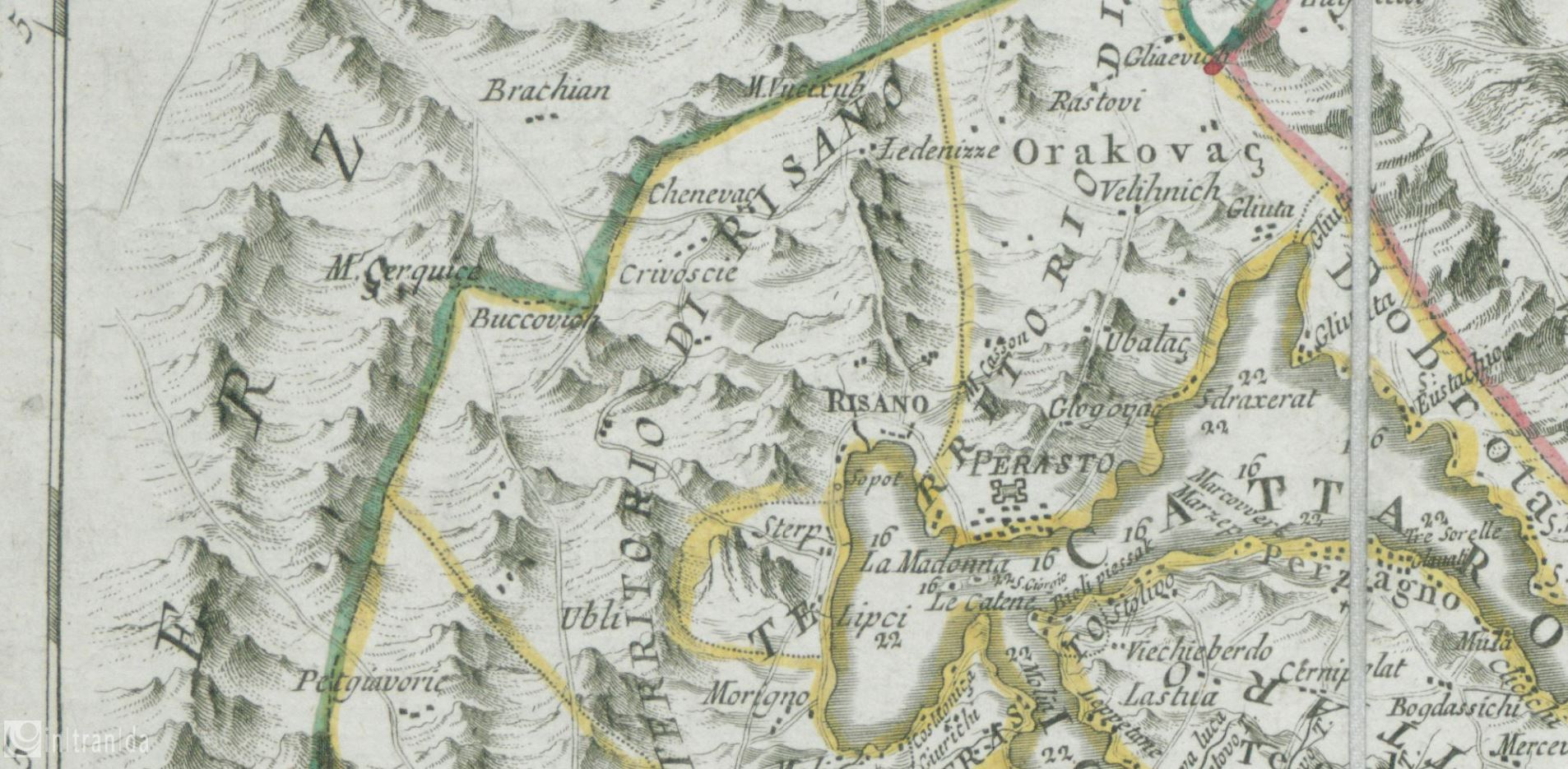
Als Grenzberg ist der Vučji zub in Ludovico Furlanettos Karte von 1785 eingezeichnet. Hier mittig oben (M.Vucixub) im Ausschnitt seiner „Nuova carta topografico della Bocche di Cattaro“ (Venedig, 1785)

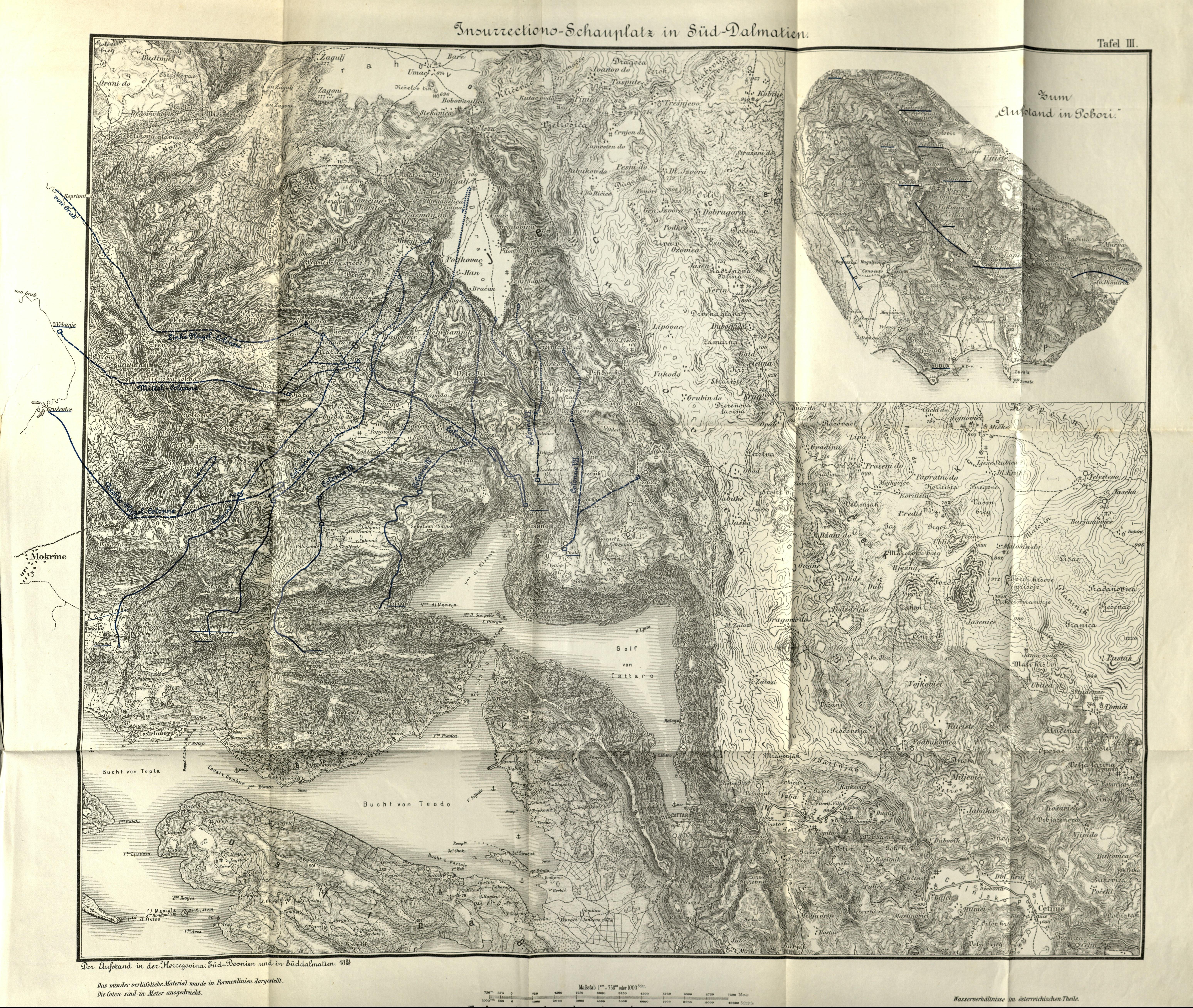
Der zweite montenegrinische Aufstand in der Krivošije wurde im Orjen durch die Kordone vom 7. März und 10. Mai eingeleitet. Die Gefechte kulminierten am 8. u. 9. Mai im Gefecht am Vučji zub und der Jastrebica.

Der Vučji zub wurde erstmals durch Josif Pančić anlässlich seiner Montenegroreise 1873 wissenschaftlich erkundet. Pančić hatte den Vučji zub im September erreicht, nachdem der Sommer überaus trocken war, konnte er wie bei seiner gesamten Montenegroreise nur wenig interessantes in der Flora entdecken. Praktisch kein weiterer Botaniker hatte den Vučji zub daraufhin wieder aufgesucht. Daher verwundert es nicht, dass die endemische Iris orjenii dort im Jahr 2000 erstmals entdeckt und 2007 wissenschaftlich beschrieben wurde. Diese als seltenste und als am meisten bedrohte Pflanze Montenegros geltende Schwertlilie wird nur durch eine Population von wenigen Einzelpflanzen gebildet. Da sie neben den Pflanzen am Vučji zub nur noch an zwei weiteren hiervon entfernten Standorten existiert, ist für ihr weiteres Überdauern seit 2019 ein internationales Projekt angelaufen, das neben dem wissenschaftlichen Monitoring, Zucht und Reintroduktion am Naturstandort vorsieht.
Am Vučji zub fand das letzte Gefecht in der Unterdrückung des Aufstands in der Krivošije 1882 statt. Die Aufständischen wurden schon im März aus der Krivošije vertrieben. Reste ihrer Četen hielten sich daher im Frühjahr nur noch im benachbarten Montenegro in den Wäldern der Bijela gora auf. Die Gefechte an der Grenze zwischen den Truppen der k. u. k. Monarchie und den montenegrinischen Freischärlern fanden am 8. und 9. Mai ihren Abschluss in der Auseinandersetzung am Vučji zub und der Jastrebica.
Das Gefecht auf dem Vučji zub und der Jastrebica am 8. und 9. Mai führten Infanterieregimenter des XLIV. Infanterie-Truppen-Divisions-Kommandos und 2. Komagnien des 22. Infanterie-Regiments, 5 Kompanien des 16. Infanterie-Regiments sowie der Gebirgs-Batterie 2 XI. Die k.k. Truppen streiften von Vrbanje, Grab und Koprivni do kommend gegen Orjen-Sattel, Prasa und Jastrebica. Nach längeren Feuergefechten kam es am 9. Mai zu einem Zusammenstoß mit 300–400 Montenegrinern die an der Jastrebica und Vučji zub Positionen hielten. Diese unangreifbaren Positionen wurden durch einen Flankenangriff, an dem insbesondere Adam Brandner aus dem 16. Infanterieregiment ausgezeichnet wurde, zum Rückzug bewogen. Bei den k.k. Truppen gab es einen Toten und 4 Verwundeten, bei den Aufständischen 13 Tote und zahlreiche Verwundete, die über die Grenze nach Montenegro geschafft wurden.

## Kultur
Der Adelstitel des österreich-ungarischen Feldmarschallleutnants Adam Brandner Edler von Wolfszahn ist nach dem Berg gewählt.

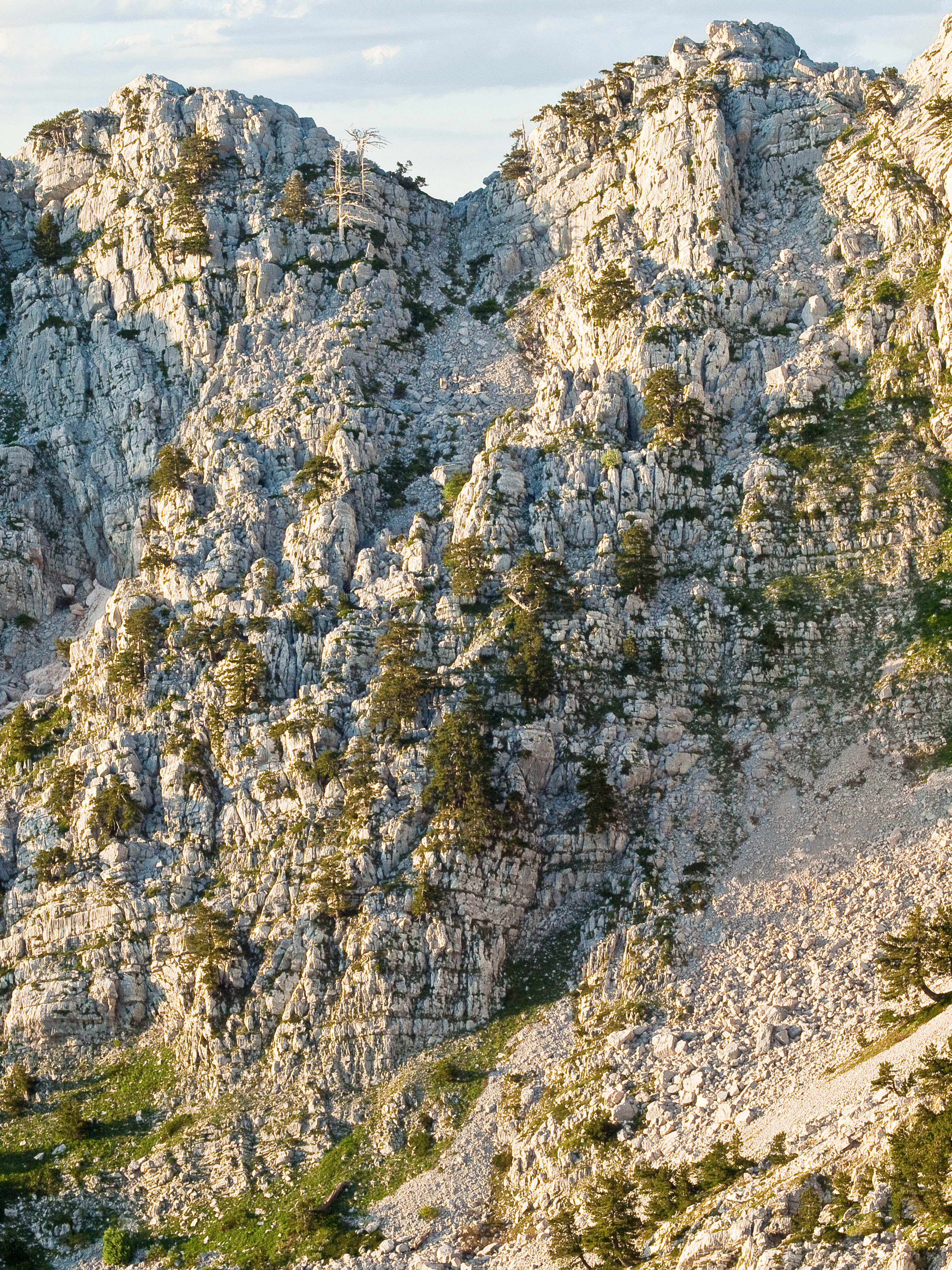
Grat des Vučji zub
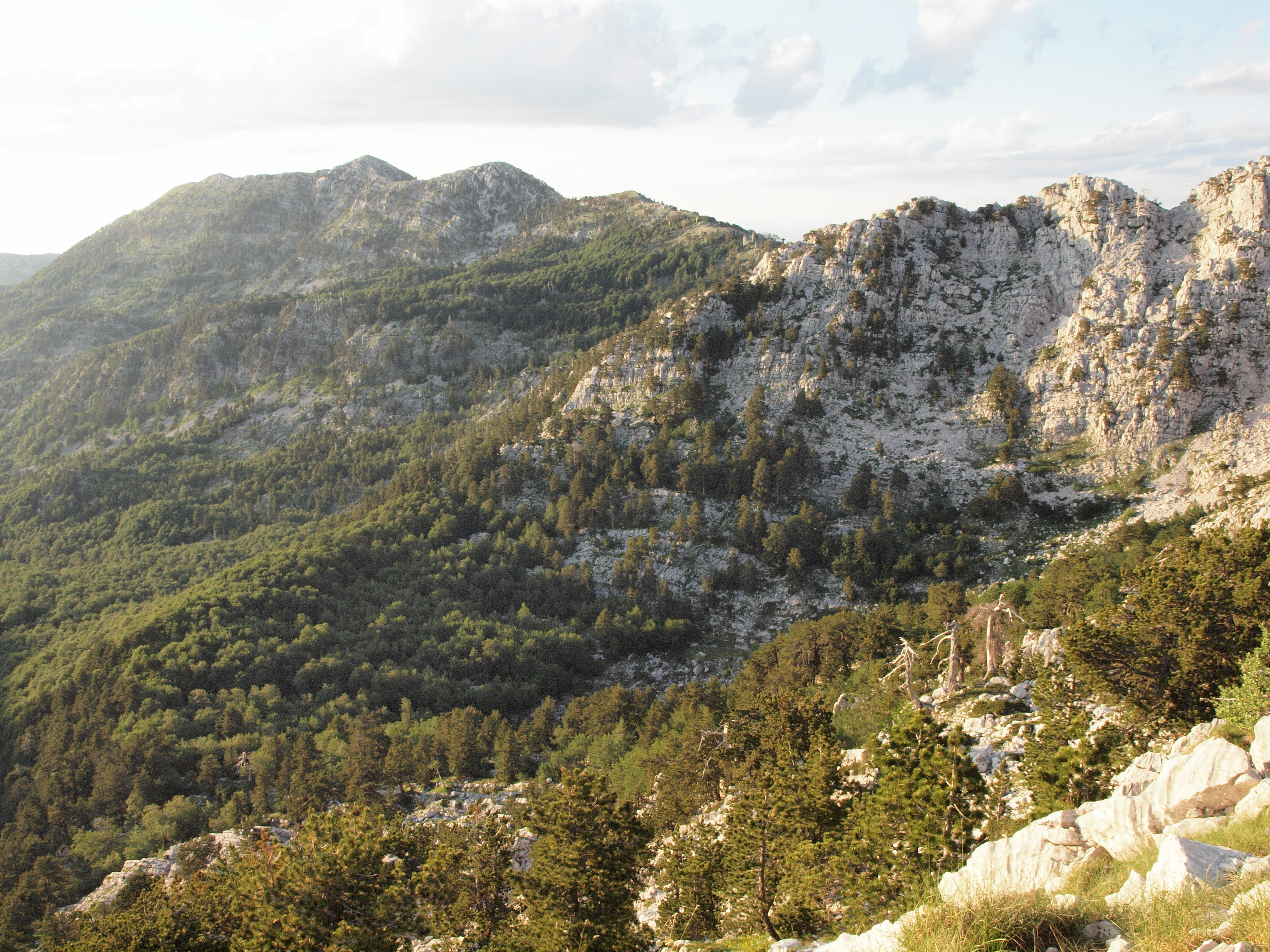
Kar oberhalb der Pirina poljana
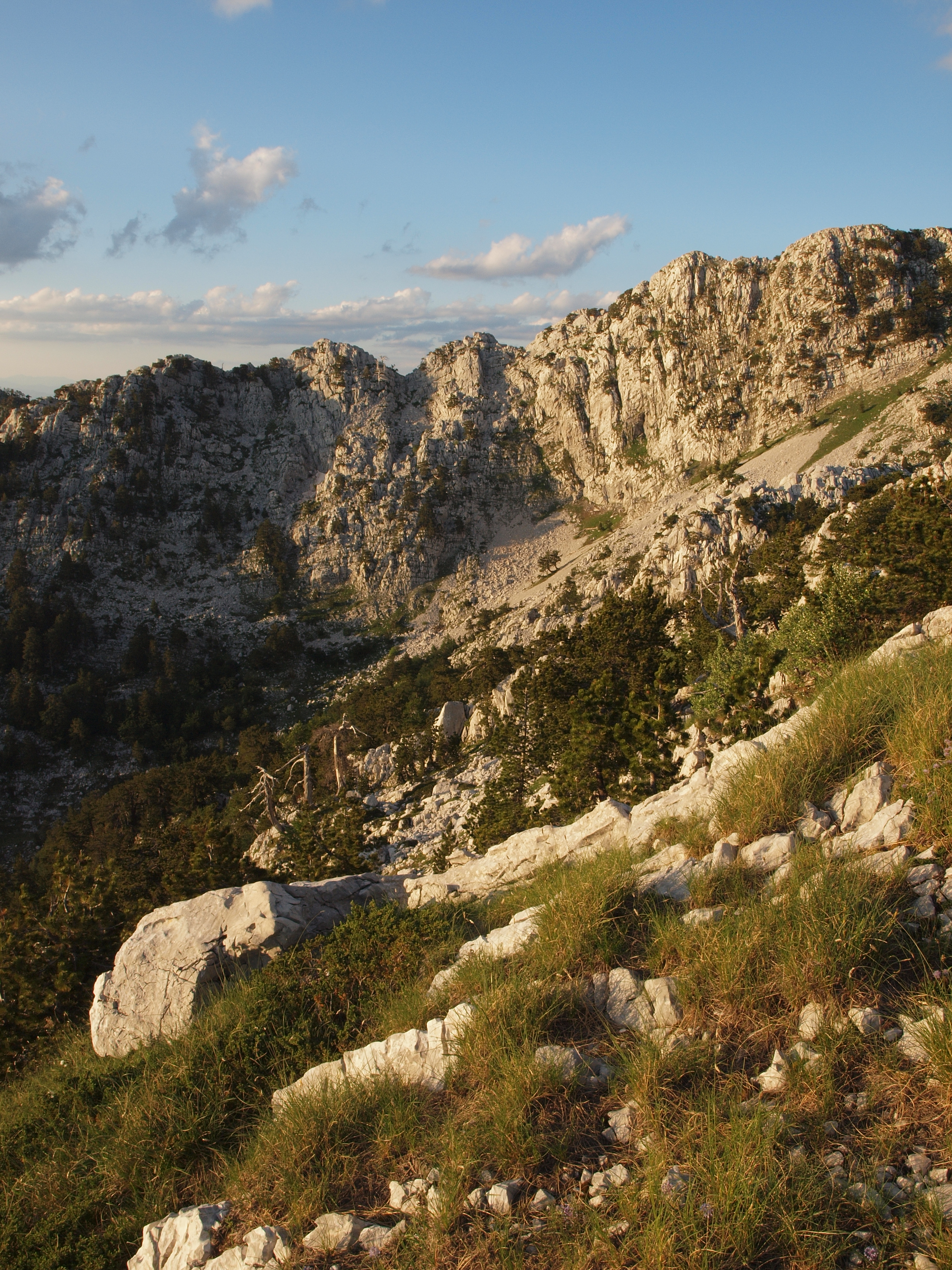
Südseite des Vučji zub
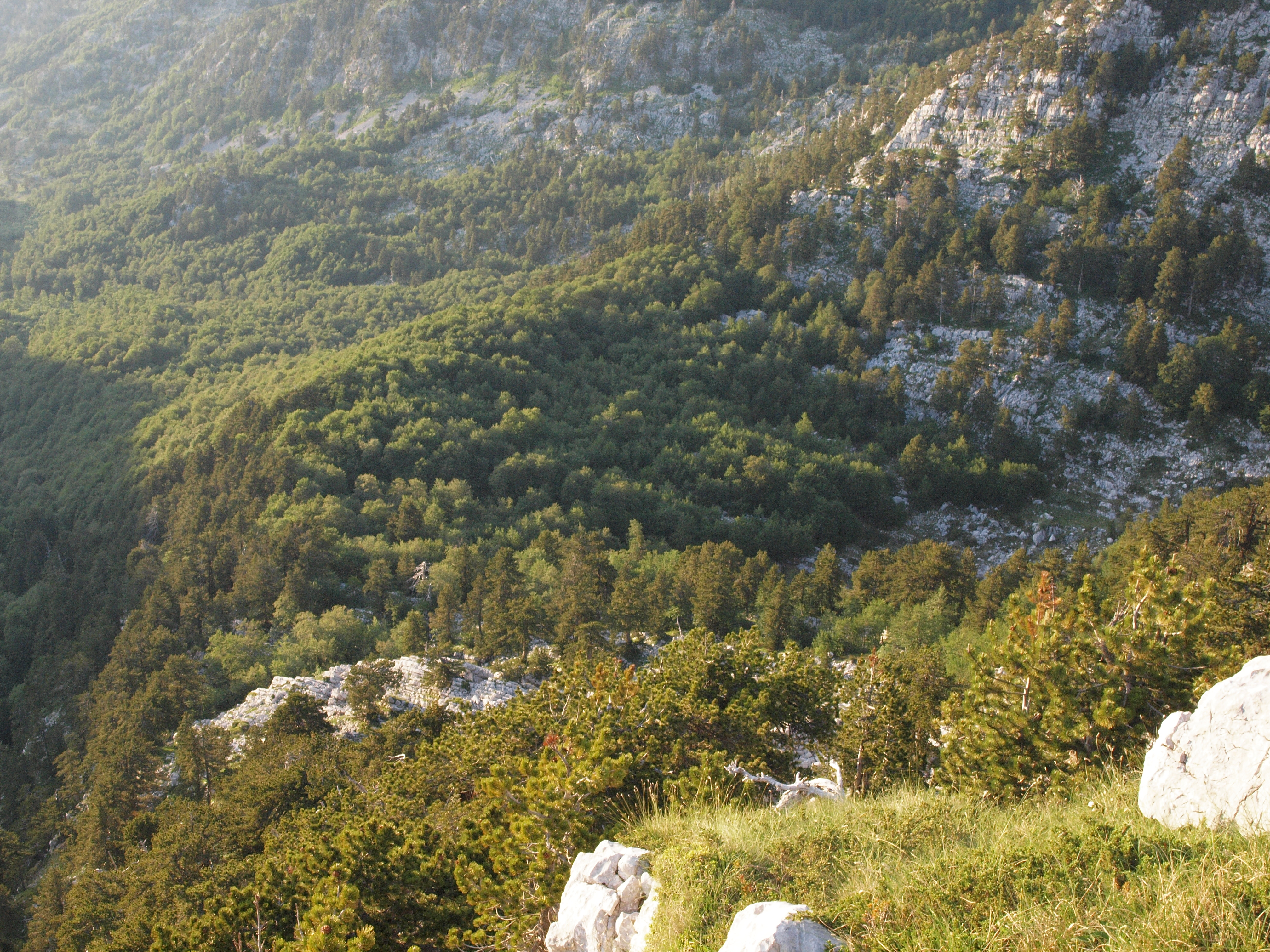
Moränen im Kar